# Deep Thought (scacchi)
Deep Thought (in inglese Pensiero Profondo) è stato un computer progettato per giocare a scacchi. Il progetto iniziale è stato sviluppato alla Carnegie Mellon University, successivamente è stato perfezionato alla IBM. È il secondo tra i computer scacchistici progettati da Feng-hsiung Hsu, che iniziò con ChipTest fino ad arrivare a Deep Blue.

## Il nome
Il nome deriva da un personaggio minore della Guida galattica per gli autostoppisti di Douglas Adams. Si tratta di un supercomputer realizzato da una razza di esseri superintelligenti per calcolare la risposta alla domanda fondamentale sulla vita, l'universo e tutto quanto. Dopo sette milioni e mezzo di anni di calcoli il computer fornisce come risposta 42.
L'aggettivo deep è stato in seguito utilizzato da numerosi altri software o computer scacchistici, come il celebre Deep Blue. Tale aggettivo viene inoltre utilizzato per contraddistinguere la versione multiprocessore di molti motori scacchistici dalla loro versione ottimizzata per sistemi a processore singolo (Deep Fritz, Deep Shredder, Deep Junior ecc.)

## Risultati
Deep Thought ha vinto il campionato nordamericano di scacchi per computer nel 1988 ed il campionato del mondo di scacchi per computer nell'anno successivo, con un Elo stimato di 2551 dalla USCF. Nel 1994 Deep Thought ha vinto per la quinta volta il campionato nordamericano di scacchi per computer, sponsorizzato da IBM, con un rating stimato di 2600.

## Sfide contro giocatori umani
Nel 1989 Deep Thought ha battuto David Levy, vincendo la sfida lanciata da quest'ultimo per stimolare lo sviluppo dei computer scacchistici, che consisteva nel  trovare un computer capace di batterlo in un match di quattro o sei partite. È stato quindi il primo motore scacchistico a competere ufficialmente al livello di un GM umano.
Nello stesso anno Deep Thought ha affrontato Garry Kasparov, dal quale è stato sconfitto con un secco 2-0, e Michael Valvo, che ha avuto la meglio in una partita per corrispondenza.